# Blanche de Tubize
Blanche de Tubize is een Belgisch bier van hoge gisting.
Het bier wordt gebrouwen in Brasserie de Tubize te Tubize.
Het is een stroblond fruitbier op basis van witbier, met een alcoholpercentage van 4,8%.